# Las Perascedas
Esperacedes (en francès Spéracèdes) és un municipi francès situat al departament dels Alps Marítims i a la regió de Provença – Alps – Costa Blava.

## Demografia
| 1962                                       | 1968 | 1975 | 1982 | 1990  | 1999  | 2006  |
| ------------------------------------------ | ---- | ---- | ---- | ----- | ----- | ----- |
| 440                                        | 531  | 674  | 764  | 1.029 | 1.095 | 1.160 |
| Des de 1962: població sense dobles comptes |      |      |      |       |       |       |

## Administració
| Període   | Identitat        | Partit |
| --------- | ---------------- | ------ |
| 1965-1975 | Jean Baraban     |        |
| 1975-1985 | René Azaïs       |        |
| 1985-2001 | Dominique Bégard |        |
| 2001-     | Joël Pasquelin   | UMP    |